# Quantum Jump (album)
Quantum Jump is het debuutalbum van de gelijknamige band uit het Verenigd Koninkrijk. 
Opnamen begonnen toen musicus Rupert Hine en tekstschrijver David MacIver een muziekgroep om zich heen hadden verzameld om hun muziek uit te voeren. Hine kende drummer Trevor Morais al jaren en bassist John G. Perry uit Caravan was ook al een bekende. Morais en Perry namen de basistracks op, waarmee MacIver en Hine vervolgens aan de slag gingen. Opnamen vonden plaats in de Farmyard Studios in Buckinghamshire, maar de apparatuur was geleend van de bekende AIR Studios. Aanvullende opnamen vonden nog plaats in die AIR Studios. Als geluidstechnicus werd Steve Nye ingeschakeld. Succes bleef uit tot 1979 toen The lone ranger een onverwachte hit werd in het Verenigd Koninkrijk.
Het album kreeg nauwelijks aandacht in Nederland en België. OOR's Pop-encyclopedie versie 1976 en 1979 maken geen melding van de band en ook de Nederlandse pers liet de band links liggen.

## Musici
- Rupert Hine – zang, toetsinstrumenten
- Mark Warner – gitaar, zang
- John G. Perry – basgitaar, zang
- Ray Cooper, Morris Pert – percussie
- Trevor Morais – drumstel, percussie

## Muziek
| Nr. | Titel                                                                     | Duur |
| --- | ------------------------------------------------------------------------- | ---- |
| 1.  | Captaibn Boogaloo (Hine, MacIver)                                         | 4:19 |
| 2.  | Over Rio (Hine, MacIver)                                                  | 4:22 |
| 3.  | The lone ranger (Hine, MacIver)                                           | 2:55 |
| 4.  | No American starship (looking for the next world) (Hine, Jeanette Obstoj) | 4:55 |

| Nr. | Titel | Duur |
| --- | --- | ---- |
| 1.  | Alta Loma Road (Hine, MacIver)                                                                                                   | 4:46 |
| 2.  | Cocabana Havana (Hine, MacIver)                                                                                                  | 5:10 |
| 3.  | Constant forest (Hine, MacIver)                                                                                                  | 2:17 |
| 4.  | Something at the bottom of the sea (A:Stepping stones; B:The roving finger; C: Stepping rock; D (zonder titel). — Hine, MacIver) | 8:10 |

Bij de cd-persing in 1998 werden vijf bonustracks meegeperst: Captain Boogaloo (remix), The lone ranger (singleversie uit 1979), No American starship (remix), Over Rio (remix) en Drift (B-kant van single The lone ranger). De remixen zouden in 1979 uitgebracht worden op het album Mixing, toen de band al niet meer bestond. The heruitgave van Esoteric Recordings bevat dezelfde nummers als die van Voiceprint, maar de volgorde van de bonustracks is gewijzigd. 